# Samoas flagga
Samoas flagga är röd med ett blått fält i kantonen. I det blå fältet finns fem vita stjärnor som visar stjärnbilden Södra korset. Flaggan antogs vid självständigheten den 1 januari 1962 och har proportionerna 1:2.

## Symbolik
Färgerna är traditionellt samoanska där rött betyder mod, vitt betyder renhet och blått frihet. Flaggans utformning anknyter även till andra flaggor för områden som tidigare ingått i det brittiska kolonialväldet, fast istället för den brittiska unionsflaggan har Samoas flagga Södra korset i kantonen, en symbol som återfinns i Nya Zeelands flagga.

## Historik
Samoa blev 1899 en del av det tyska kolonialväldet, Tyska Samoa, och använde från 1900 den tyska kejserliga flaggan. Öarna besattes av nyzeeländsk trupp 1914, och använde 29 augusti 1914 - 30 juli 1922 den nyzeeländska flaggan. Den moderna flaggan skapades 1948 gemensamt av de rivaliserande kungaätterna Malietoa och Tamasese och består av element från de flaggor dessa kungahus använt under 1800-talet. Dagens flagga antogs första gången 24 februari 1949 när Samoa tillhörde Nya Zeeland, och blev officiell nationsflagga när Samoa 1962 blev det första självständiga landet i Polynesien.

### Tidigare flaggor

Kungahuset Malietoas flagga, 2 oktober 1873 - januari 1887 samt 1889 - 1 mars 1900. Nationsflagga 21 januari 1879
Samoas flagga under perioden som FN-mandatområde 30 juli 1922 - 1 januari 1962.
En äldre variant av flaggan som användes 1948-1949.